# الرجل ذو بشرة العنزة
الرجل ذو بشرة العنزة، بالفرنسية L'Homme à la peau de bique، (او مأساة في غابة مورغ) هي قصة بوليسية قصيرة من تأليف موريس لوبلان، نُشرت لأول مرة في كتاب بعنوان (الحب وفقًا لروائيين فرنسيين) (L'Amour selon des romanciers français)، عن دار النشر بودينيير في مايو 1927.
تُعد هذه القصة منفردة، وتظهر فيها شخصية أرسين لوبين، حيث تسبق أربع قصص أخرى نُشرت كسلسلة، والتي جُمعت لاحقًا مع أربع قصص أخرى في المجموعة القصصية "وكالة بارنيت وشركاه" (L'Agence Barnett et Cie).
في الواقع، تنتمي هذه القصة إلى مجموعة "اعترافات أرسين لوبين"، حيث نُشرت في النسخة الإنجليزية بعنوان "مأساة في غابة مورغ" (A Tragedy in the Forest of Morgues) في مجموعة The Confessions of Arsène Lupin عام 1912، بترجمة ألكساندر تيكسييرا دي ماتوس.  وبالمثل، نُشرت النسخة الفرنسية من "وكالة بارنيت وشركاه" دون إدراج قصة بعنوان "الجسر الذي انهار" (Le Pont qui s'effondre). من خلال هذه القصة، يكرّم موريس لوبلان الكاتب الأمريكي إدغار آلان بو، الذي أعرب لوبلان مرارًا عن إعجابه العميق بأعماله. حيث يستلهم لوبلان موضوعها من إحدى أشهر قصص بو، "جرائم القتل في شارع مورغ"، لكنه يعيد تقديمه بطريقة جديدة وغير متوقعة، تجمع بين الرعب والفكاهة في كل سطر.

## ملخص الرواية القصيرة
يخرج سكان قرية سانت-نيكولاس من الكنيسة بعد أداء قداس يوم الأحد، ليفاجئوا بسيارة ليموزين مكشوفة تقاد بسرعة فائقة، متجهة نحو غابة مورغ، ويستطيع البعض منهم ملاحظة أن هناك رجل وامرأة داخل السيارة.
بعد تتبع آثار السيارة، يتم إيجاد جثة المرأة، لكن وجهها مشوه لدرجة تمنع من التعرف عليها، سائق السيارة مفقود والسيارة لا تحتوي على لوحة ترقيم. بعد فترة، وعلى بعد 18 كيلومترا من قرية سانت-نيكولاس، يكتشف أحد الرعاة جثة السائق، وهي الأخرى يكون وجهها مشوها لدرجة تمنع من التعرف على هوية الرجل. سيارة مماثلة لوحظت قبل يوم على بعد 300 كيلومتر من القرية.
تثير الحادثة اهتمام الشرطة، وتجذب أنظار الصحافة التي تضع احتمالات مختلفة تفسر ما وقع، وتبعا لمقال إحدى الجرائد التي قالت "حتى أرسين لوبين يبدو عاجزا عن حل هذا المشكل"، تتلقى ذات الجريدة تلغراما كتب فيه: "لغز سانت نيكولاس يستطيع طفل في الحضانة حله، توقيع: أرسين لوبين"، وهذا ما يشير إلى أن لوبين قد حل، أو اقترب جدا من حل هذا اللغز.

## الترجمة العربية
- مأساة في غابة مورج، (القصة السابعة ضمن سلسلة اعترافات ارسين لوبين)، دار النجمة للنشر، ٢٠٢٤.

## روابط خارجية
- نص الرواية القصيرة كاملا على ويكي مصدر.
- الرواية القصيرة على شكل كتاب مسموع.